# Huon de Villeneuve
Huon ou Hugues de Villeneuve est un personnage obscur, jongleur ou trouvère de la fin du XIIe siècle et du début du XIIIe siècle.
Originaire de Champagne, on lui attribue parfois la chanson de geste Renaud de Montauban, encore nommée Les Quatre fils Aymon, et appartenant à la geste de Doon de Mayence. Le héros de ce poème, bâti sur le modèle historique de saint Renaud, cherche à faire sa paix avec Charlemagne qui 
l´a insulté. Il est soutenu par Maugis l´enchanteur, et servi par le cheval merveilleux Bayard. Il met fin saintement à sa vie de violence, à Cologne, en bâtissant l´église Saint-Pierre.